# Lucien Le Guevel
Lucien Le Guével (Monterblanc, 20 de diciembre de 1914 -Morlaix 7 de diciembre de 1989) fue un ciclista francés que fue profesional entre 1938 y 1949.

## Palmarés
1938
- Vuelta de los Mosqueteros
- Tour de Picardie

1939
- Trofeo de los Escaladores
- Poitiers-Saumur-Poitiers
- Polymultipliée

1941
- Burdeos-Angulemas

1945
- Omnium de la route (junto a Jean Robic)

1943
- Paris-Dijon